# Roznov
Roznov este un oraș în județul Neamț, Moldova, România, format din localitățile componente Chintinici, Roznov (reședința) și Slobozia.

## Geografie
Orașul se află în partea de nord a depresiunii Cracău-Bistrița, pe râul Bistrița, la 15 km sud-est de municipiul Piatra-Neamț.
Este străbătut de șoseaua națională DN15, care leagă Piatra Neamț de Bacău. La Roznov, acest drum se intersectează cu șoseaua județeană DJ156A, care îl leagă spre nord de Girov (unde se intersectează cu DN15D), Dobreni (unde se intersectează cu DN15C), Negrești și Crăcăoani, și spre sud de Borlești, Tazlău și mai departe în județul Bacău de Balcani, Pârjol și Ardeoani (unde se termină în DN2G). Prin oraș trece și calea ferată Bacău-Bicaz, care este deservită de stația Roznov.

## Demografie
Componența etnică a orașului Roznov
     Români (73,82%)
     Romi (5,69%)
     Alte etnii (0,2%)
     Necunoscută (20,29%)
Componența confesională a orașului Roznov
     Ortodocși (76,32%)
     Penticostali (1,81%)
     Alte religii (1,01%)
     Necunoscută (20,87%)
Conform recensământului efectuat în 2021, populația orașului Roznov se ridică la 8.133 de locuitori, în scădere față de recensământul anterior din 2011, când fuseseră înregistrați 8.593 de locuitori. Majoritatea locuitorilor sunt români (73,82%), cu o minoritate de romi (5,69%), iar pentru 20,29% nu se cunoaște apartenența etnică. Din punct de vedere confesional, majoritatea locuitorilor sunt ortodocși (76,32%), cu o minoritate de penticostali (1,81%), iar pentru 20,87% nu se cunoaște apartenența confesională.

## Politică și administrație
Orașul Roznov este administrat de un primar și un consiliu local compus din 17 consilieri. Primarul, Vasile Pavăl[*], de la Partidul Social Democrat, este în funcție din octombrie 2020. Începând cu alegerile locale din 2024, consiliul local are următoarea componență pe partide politice:
|  | Partid                          | Consilieri | Componența Consiliului | Componența Consiliului | Componența Consiliului | Componența Consiliului | Componența Consiliului | Componența Consiliului | Componența Consiliului | Componența Consiliului |
|  | ------------------------------- | ---------- | ---------------------- | ---------------------- | ---------------------- | ---------------------- | ---------------------- | ---------------------- | ---------------------- | ---------------------- |
|  | Partidul Social Democrat        | 8          |                        |                        |                        |                        |                        |                        |                        |                        |
|  | Partidul PRO România            | 3          |                        |                        |                        |                        |                        |                        |                        |                        |
|  | Partidul Național Liberal       | 2          |                        |                        |                        |                        |                        |                        |                        |                        |
|  | Alianța pentru Unirea Românilor | 2          |                        |                        |                        |                        |                        |                        |                        |                        |
|  | Uniunea Salvați România         | 1          |                        |                        |                        |                        |                        |                        |                        |                        |
|  | Bădîngă Cristinel Aurel         | 1          |                        |                        |                        |                        |                        |                        |                        |                        |

## Istorie
Numele satului Roznov este menționat pentru prima oară într-un document din 18 aprilie 1576, prin care Petru Șchiopul întărește mănăstirii Bistrița dreptul de stăpânire a mai multor sate, între care și Roznovul. În a doua jumătate a secolului al XVII–lea, Roznovul intră în stăpânirea familiei Ruset, care și-a adăugat numele Roznovanu, de la denumirea satului și a moșiei.
La sfârșitul secolului al XIX-lea, Roznov era o comună în plasa Bistrița a județului Neamț, formată din satele Roznov, Chintinici, Slobozia, Cuteni, Dumbrava Roșie de Jos, Săvinești și Brășăuți, având în total 4144 de locuitori. În comună funcționau cinci mori de apă, un spital rural cu 30 de paturi, patru biserici și trei școli cu 238 de elevi (dintre care 38 erau fete). Anuarul Socec din 1925 o consemnează în aceeași plasă, având 4820 de locuitori și aceeași alcătuire. În 1931, comuna a rămas cu satele Roznov și Chintinici, întrucât satul Slobozia s-a separat pentru a forma o comună de sine stătătoare, iar restul satelor au format comuna Săvinești. Comuna Slobozia se va desființa însă la scurt timp, satul revenind la comuna Roznov.
În 1950, comuna a trecut în administrarea raionului Buhuși, și apoi (după 1964), în cea a raionului Piatra Neamț din regiunea Bacău. În 1968, comuna a revenit la județul Neamț, reînființat. Comuna Roznov a primit statut de oraș în 2003.

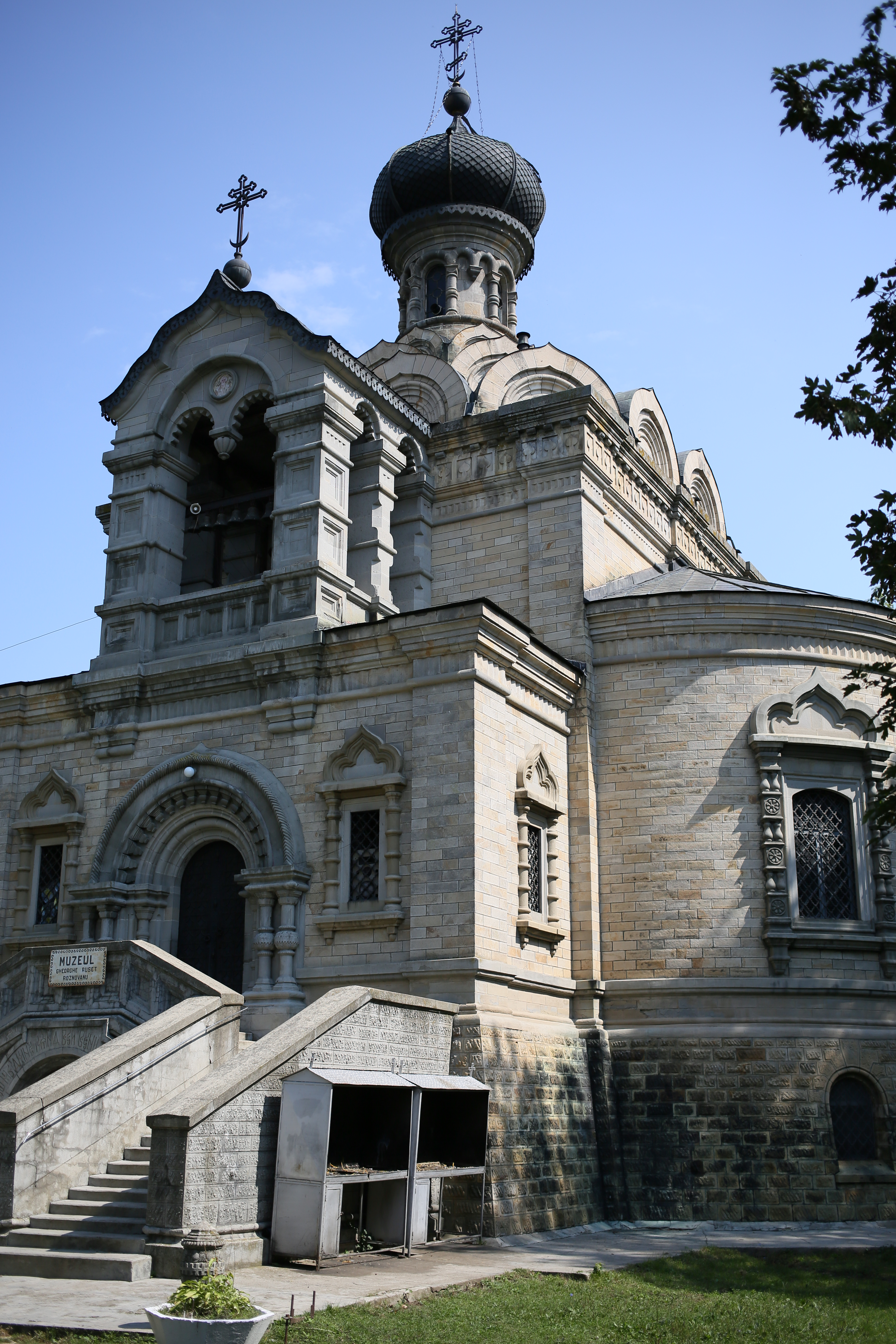
Biserica Sfântul Ierarh Nicolae din Roznov

## Monumente istorice
Patru obiective din orașul Roznov sunt incluse în lista monumentelor istorice din județul Neamț ca monumente de interes local:
- Unul este un sit arheologic, aflat în punctul „la Lutărie” din zona satului Slobozia, sit ce cuprinde o așezare din secolele al II-lea–al III-lea e.n.
- Altele două sunt clasificate ca monumente de arhitectură — beciurile hanului Roznovanu (secolul al XVII-lea) și Biserica „Sfântul Nicolae”. Ultima este cunoscută și ca Biserica Roznovanu, fiind construită în stil rusesc între 1890-1892 ca și ctitorie a colonelului Gheorghe Ruset Roznovanu, după planurile arhitectului rus Nikolai Vladimirovici Sultanef[15]. În jurul acesteia de găsește un parc dendrologic care conține și Castelul Roznovanu. Parcul are circa 3 ha și adăpostește arbori seculari (stejari, fagi, castani) și specii rare (tisă, brad argintiu, salcâm japonez, etc.)
- Obeliscul eroilor din Războiul Ruso-Turc (1877-1878), ridicat în 1908 de către Vincenzo Puschiasis aflat în același parc, este clasificat ca monument de for public. Tot același sculptor a ridicat în Roznov și un Monument al Eroilor.

## Economie
În Roznov funcționează un combinat chimic de dimensiuni medii, care produce îngrășăminte azotoase, acid sulfuric, etc. În aprilie 2013, Henkel România a inaugurat o nouă fabrică în Roznov care produce adezivi pentru construcții (adezivi pentru placări, pardoseli, etc.). O altă ramură importantă este exploatarea și prelucrarea lemnului, care are o tradiție de peste 150 de ani (din 1859), cu fabrici de cherestea, mobilier, producție de butoaie, uși, ferestre, lăzi, etc. Ca pondere a numărului de întreprinderi, mai mult de jumătate activează în domeniul comerțului și serviciilor, ceea ce reprezintă o netă inversiune de trend față de structura economică moștenită după 1989.
Pe raza orașului au fost amenajate două hidrocentrale pe râul Bistrița: Roznov I, dată în folosință în 1963, cu o putere instalată de 14,3MW și Roznov II, dată în folosință 1964, de 14MW.

## Personalități născute aici
- Gheorghe Ruset Roznovanu (1834 - 1904), ofițer, politician și filantrop, care a fondat prima școală din oraș (pe atunci sat), linia ferată Bacău - Piatra Neamț și  gara din Roznov.
- Grigore Cugler (1903 - 1972), artist

## Vezi și
- Obelisc al Eroilor din Războiul pentru Independență, Roznov